# Pasar Matanggor
Pasar Matanggor is een bestuurslaag in het regentschap Padang Lawas Utara van de provincie Noord-Sumatra, Indonesië. Pasar Matanggor telt 1174 inwoners (volkstelling 2010).